# Mr. Fill
Mr. Fill is een Nederlandse fabrikant van slimme afvalbakken. Tot 2018 opereerde het bedrijf onder de naam EconX.

## Geschiedenis
Het bedrijf werd opgericht onder de naam EconX. In 2017 werd er door BigBelly een rechtszaak aangespannen vanwege patent inbreuk. In 2019 oordeelde de rechtbank dat inbreuk werd gemaakt op het patent van BigBelly. Het is onduidelijk in welke mate de machine nadien is aangepast.
Sinds 2018 is het bedrijf onder leiding van Theo Kik. Hij veranderde de naam van EconX naar Mr. Fill.

## Beschrijving
De afvalbakken vallen onder het Internet der dingen door sensoren die via een mobiele verbinding aangeven wanneer een bak geleegd moet worden. Verder zijn ze voorzien van een afvalpers en zonnepaneel. De afvalpers maakt afval vijf keer zo klein, waardoor er capaciteit is voor 600 liter aan afval in een afvalbak van 120 liter. Ook is er een luidspreker om gebruikers te bedanken.